# Lucia Bosè
Lucia Bose (tên khai sinh Lucia Borloni; 28 tháng 1 năm 1931 – 23 tháng 3 năm 2020) là một nữ diễn viên người Ý, người ở đỉnh cao của sự nổi tiếng của mình trong phong trào Tân hiện thực tại Ý những năm 1950. Bà là mẹ của ca sĩ Tây Ban Nha Miguel Bosé.

## Cuộc đời và sự nghiệp
Bosè sinh ra ở Milan, Ý, là con gái của Francesca Bosè và Domenico Borloni. Sau một số năm làm việc trong một tiệm bánh, Pasticceria Galli, tại thành phố quê hương của cô, vào năm 1947, cô đã trở thành Miss Italia thứ hai. Sau đó, cô diễn xuất trong bộ phim ngắn Năm ngày của Milan của Dino Risi, sau đó, vào năm 1950, cô xuất hiện lần đầu trên màn ảnh rộng trong Non c'è speed tra gli ulivi (Không có hòa bình dưới gốc cây ô liu) của Giuseppe De Santis. Cùng năm đó, cô đã có một màn trình diễn với vai Paola Molon trong Cronaca di un amore của Antonioni. Năm 1953, Michelangelo Antonioni yêu cầu cô đóng vai Clara Manni trong La Signora senza camelie và Juan Antonio Bardem đưa cô vào vai Muerte de un ciclista (1955). Cô cũng xuất hiện trong bộ phim Gli Sbandati năm 1955 và đóng vai nữ chính trong Cela s'appelle l'aurore, 1956 của Luis Buñuel.
Sự nghiệp của cô đã phát triển cho đến năm 1956 sau khi quay Muerte de un ciclista, khi cô kết hôn với tay đấu bò Tây Ban Nha Luis Miguel González Lucas, và từ bỏ diễn xuất để nuôi dạy con cái của họ, Miguel và Paola. Họ kết hôn hai lần, lần đầu tiên ở Las Vegas và lần thứ hai tại finca gia đình. Họ chia tay năm tháng sau đó. Vào năm 1960, cuối cùng cô đã đóng một vai không được công nhận trong Le testament d'Orphée của Jean Cocteau, đó là yêu cầu của tôi. và sau đó trở lại màn ảnh vào cuối những năm 1960, xuất hiện trong Fellini Satyricon (1969) của Fellini và đóng vai chính trong The Brother of the Scorpio (1969) của Mario Colucci, Something Creeping in The Dark (1971), Liliana Cavani 's L'ospite (1972), Giulio Questi 's Arcana (1972), Marguerite Duras ' Nathalie Granger (1972), Beni Montresor 'La Dorée Messe (1975), s Jeanne Moreau ' s Lumière (1976) và Daniel Schmid 's Violanta (1976). Sau đó, cô tiếp tục được kích hoạt bằng tiếng Ý và tiếng Tây Ban Nha phim, xuất hiện trong Francesco Rosi 's Cronaca di una morte annunciata (1987), Agustí Villaronga ' s El Niño de la luna (1989), Ferzan Özpetek 's Harem suaré (1999) và I vicerè của Roberto Faenza (2007).

## Qua đời
Bosé qua đời tại Bệnh viện Đa khoa Segovia vào ngày 23 tháng 3 năm 2020, ở tuổi 89 do viêm phổi biến chứng do COVID-19 trong đại dịch coronavirus năm 2020 ở Tây Ban Nha.